# مسکنه
مسکنة (به عربی: مسکنة) یک منطقهٔ مسکونی در سوریه است که در Manbij District واقع شده‌است.

## خصوصیات
مسکنة ۱۵٬۴۷۷ نفر جمعیت دارد.